# Руська Шуриновка
Ру́ська Шу́риновка (рос. Русская Шуриновка) — присілок (колишнє село) у складі Вадінського району Пензенської області, Росія.
Населення — 2 особи (2010; 40 у 2002).
Національний склад станом на 2002 рік:
- росіяни — 97 %